# شق جليدي

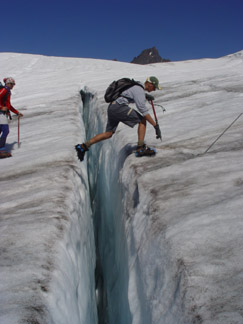
شق جليدي في نورث كاسكيدز، واشنطن

الشَّق الجليدي أو الشَّق أو الصَّدع أو الفَلْج أو السَّلْع هو صدع أو كسر عميق حدث في السطوح الجليدية، تحدث الشقوق الجليدي نتيجة للحركة والإجهاد المُرتبط بإجهاد القص عندما يكون هناك صفائح فوق الركيزة لديها معدلات مختلفة من الحركة. وتسبب بذلك شدة الإجهاد القص الناتجة عن كسر على طول الوجوه.
تكون انجرافات الجدران على جانبي الوجهين للشق الجليدي غالباً عمودية أو شبه عمودية، والتي من شأنها أن تذوب وتخلق أقواساً وتشكلات جليدية عدة. حجم الشق الجليدي غالباً ما يعتمد على كمية الماء السائل الموجود في النهر الجليدي. قد يصل عمق التقوس إلى 45 متراً، ويبلغ عرضه 20 متراً، ويصل طوله إلى عدة مئات من الأمتار.